# 斯里兰卡社会党
斯里兰卡社会党（英語：Socialist Party of Sri Lanka，缩写为SP）是斯里兰卡的一个托洛茨基主义政党。该党成立于2006年秋天，分裂自联合社会党。2007年5月，该党与争取第五国际联盟建立“兄弟关系”。该党吸纳了一些工会组织（包括一个卫生行业工会）的成员。